# Svrljig
Svrljig (serbisch-kyrillisch Сврљиг) ist eine serbische Stadt im Okrug Nišava mit 7543 Einwohnern (Zensus 2011). Sie ist Verwaltungssitz der Opština Svrljig.

## Geografie
Svrljig befindet sich in Südost-Serbien, 30 km von Niš entfernt. 70 % des Gebietes bestehen aus Hügeln oder Bergen. Die Stadt ist umgeben von den Bergen Svrljiške planine. Im Süden erhebt sich mit 1334 m Höhe der Zeleni vrh, der Paješki kamen (1074 m) befindet sich im Osten der Stadt, Tresibaba (786 m) im Norden und Kalafat (839 m) im Westen. Im Nordwesten grenzt Svrljig an die Region Golak, im Norden an Knjaževac, im Süden an die Belopalanačka kotlina und darüber hinaus an Sićevačka klisura, die Täler von Niš und Aleksinac im Süden und im Südwesten.

## Tourismus
Ein Freizeitzentrum wurde auf dem Gebiet des Dorfes Popšica, 15 km entfernt von Svrljig, errichtet.